# Fotheringay (album)
Fotheringay è l'album d'esordio dei Fotheringay, pubblicato nel 1970.
Nel 2004 la Fledg'ling Records ha dato alle stampe un'edizione rimasterizzata ed espansa dell'album, contenente quattro tracce live registrate al Rotterdam Pop Festival del 1970.

## Tracce
1. Nothing More - 4:38
2. The Sea - 5:32
3. The Ballad of Ned Kelly - 3:35
4. Winter Winds - 2:13
5. Peace in the End - 4:03
6. The Way I Feel - 4:47
7. The Pond and the Stream - 3:20
8. Too Much of Nothing - 3:55
9. Banks of the Nile - 8:09
Bonus Tracks:
10. Two Weeks Last Summer - 4:31
11. Nothing More - 4:38
12. Banks of the Nile - 7:41
13. Memphis Tennessee - 3:48